# Xerxes ekmanianum
Xerxes es un género monotípico de plantas fanerógamas perteneciente a la familia de las asteráceas. Su única especie: Xerxes ekmanianum, es originaria de Sudamérica.

## Distribución
Se encuentra en Brasil en el Cerrado, distribuida en Goiás y Minas Gerais.

## Taxonomía
Xerxes ekmanianum fue descrita por (Philipson) J.R.Grant y publicado en Nordic Journal of Botany 14(3): 287. 1994.
Sinonimia
- Alcantara ekmaniana (Philipson) H.Rob.
- Alcantara isabellae Glaz.
- Alcantara petroana Glaz. ex G.M.Barroso
- Proteopsis ekmaniana Philipson basónimo[3]